# Nyőgér
Nyőgér là một thị trấn thuộc hạt Vas, Hungary. Thị trấn này có diện tích 10,73 km², dân số năm 2010 là 311 người, mật độ 29 người/km².